# Cruz (Ceará)
Cruz is een gemeente in de Braziliaanse staat Ceará. De gemeente heeft een oppervlakte van 334,83 km² en ongeveer 23.208 inwoners. Het ligt op zo'n 235 km afstand van de stad Fortaleza.  

## Geschiedenis

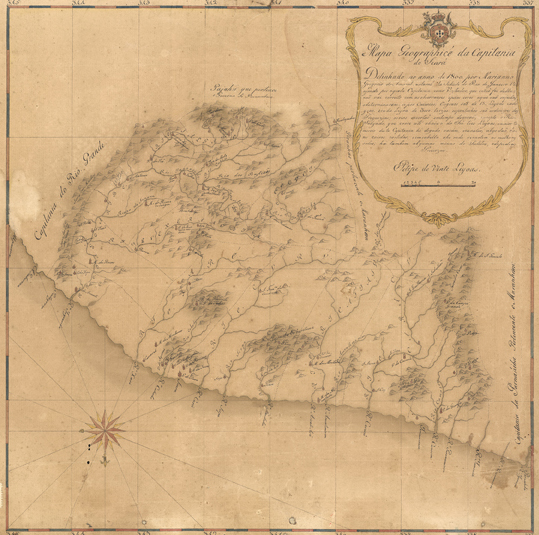
Kaart van Ceará uit 1800 met Cruz op de voorgrond.

Het grondgebied van de gemeente Cruz werd oorspronkelijk door Tremembé-Indianen bewoond. Het ontstond als gehucht en werd in december 1958 aan de gemeente Acaraú toegewezen. In 1963 scheidde Cruz zich af van Acaraú en werd tot een zelfstandige gemeente verheven, onder de naam São Francisco da Cruz. Twee jaar later werd de gemeente opgeheven en haar grondgebied opnieuw toegevoegd aan Acaraú. Dat bleef zo tot januari 1985, toen het wederom werd verheven tot een zelfstandige gemeente.